# توني ديلك
توني ديلك (بالإنجليزية: Tony Delk) مواليد 28 يناير 1974 في كوفينجتون، هو لاعب كرة سلة أمريكي سابق أصبح مدرباً بدأ مسيرته الاحترافية في سنة 1996. يبلغ طوله 6 قدم 1 بوصة (1.9 م). اعتزل اللعب في 2008.

## فرق لعب لها
- شارلوت هورنتس
- غولدن ستايت ووريورز
- سكرامنتو كينغز
- فينيكس صنز
- بوسطن سيلتكس
- دالاس مافيريكس
- أتلانتا هوكس
- ديترويت بيستونز

## روابط خارجية
- توني ديلك على موقع إن بي أي (الإنجليزية)
- توني ديلك على موقع سبورتس رفرنس (الإنجليزية)
- توني ديلك على موقع كرة السلة الأوروبية.كوم (الإنجليزية)
- توني ديلك على موقع كلية كرة السلة في سبورتس رفرنس.كوم (الإنجليزية)
- توني ديلك على موقع ريلجم (الإنجليزية)
- توني ديلك على موقع بروبوليرز (الإنجليزية)
- توني ديلك على موقع سبورتس رفرنس (الإنجليزية)